# FAAC
FAAC（意大利语的字头缩写，即自动开门系统工厂），是一家意大利公司，成立于1965年的。其在中国开设的分公司以法柯作为中文名注册。
公司主营人行、车行通道控制与自动化，产品包括自动控制系统、自动门、挡车器、升降路桩、通道控制、停车场系统、电控板及配件。

## 历史
FAAC成立之初，总部设在博洛尼亚。创立时，公司率先将液压技术用于自动门控制系统。1979年，公司总部迁往博洛尼亚郊区的佐拉普雷多萨。同年，集团开始发展国外业务，首家境外分公司在瑞士成立；1981年，于法国设立分支；1984年，德国分支机构成立；到1988年，进入美国市场。
2003年成立法柯（上海）门自动系统贸易有限公司，进军中国市场。